# Tải nhạc

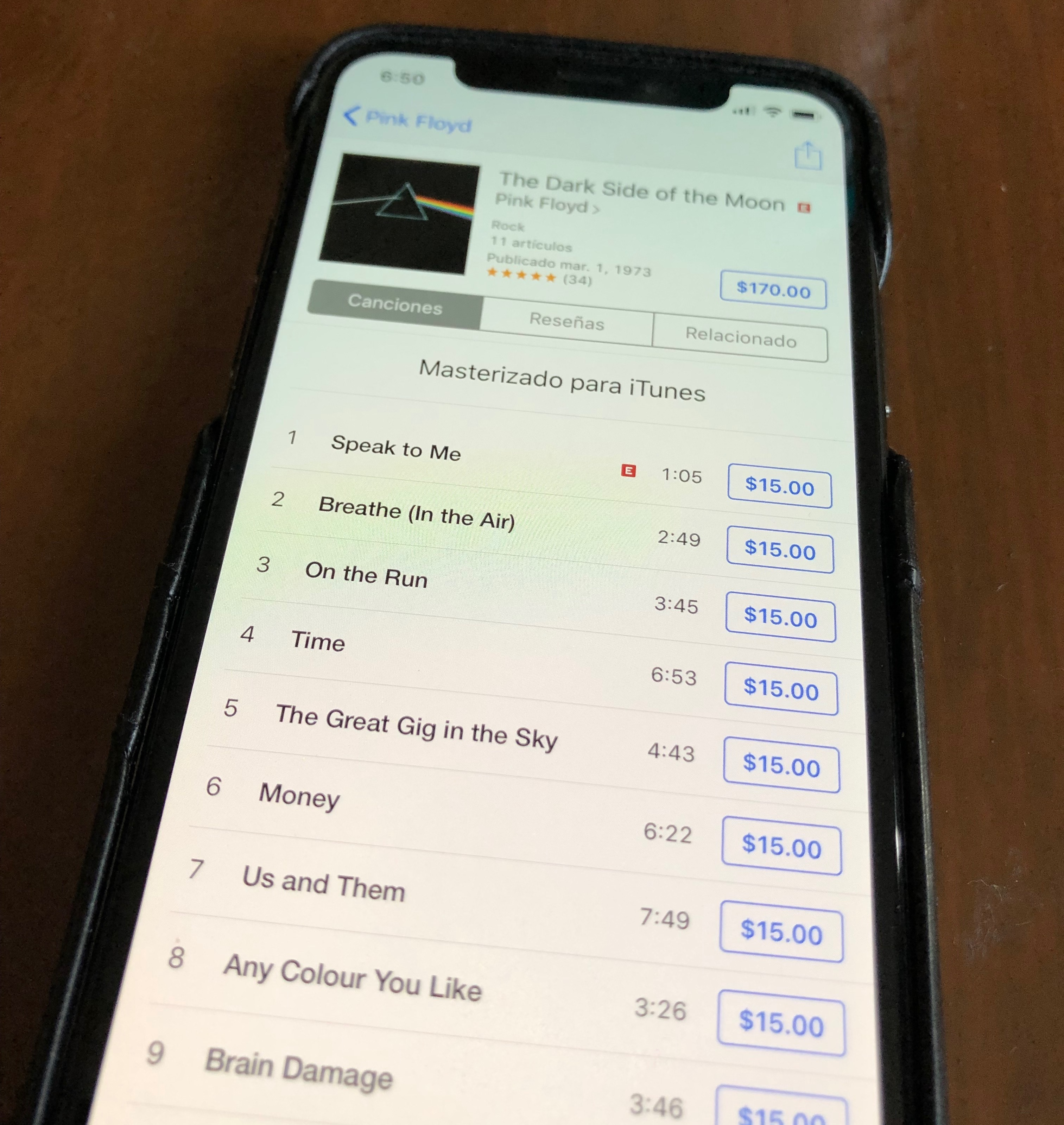
iTunes Store truy cập thông qua một chiếc điện thoại di động.

Tải nhạc (tiếng Anh: music download) là hành động chuyển tập tin nhạc từ máy vi tính, điện thoại kết nối Internet hay trang web xuống máy vi tính, điện thoại của người dùng. Khái niệm này bao hàm cả việc tải nhạc xuống hợp pháp lẫn phi pháp. Năm 2012, Liên đoàn Công nghiệp Ghi âm Quốc tế thống kê trong 16,5 tỷ đô la Mỹ doanh thu bán nhạc toàn cầu thì doanh thu từ nhạc số chiếm 5,6 tỷ đô la, trong đó 70% là doanh thu từ nhạc tải xuống.

## Tải nhạc xuống hợp pháp

### Cửa hàng nhạc trực tuyến
Một số cửa hàng nhạc trực tuyến bán nhạc hợp pháp để tải xuống là iTunes Store, Amazon MP3, fairsharemusic, eMusic, YouTube Music, CD Universe, Nokia Music Store, Tune App, TuneTribe và Xbox Music. Các tập tin tải xuống thỉnh thoảng bị gắn thêm DRM để giới hạn việc sao chép nhạc hay phát nhạc trên một số thiết bị âm thanh nhất định. Thường thì tập tin tải xuống là các tệp nhạc nén sử dụng codec nén dữ liệu dạng lossy (như MP3, WMA hay AAC) làm giảm kích thước tập tin và giảm nhu cầu về băng thông. Các cửa hàng nhạc này đáp ứng nhu cầu truy cập dễ dàng và nhanh chóng âm nhạc của khách hàng.

## Tải nhạc xuống phi pháp
Tải nhạc xuống phi pháp là hành động tải tác phẩm âm nhạc có bản quyền nhưng không được sự cho phép của bên có lợi ích. Lịch sử tải nhạc xuống phi pháp bắt đầu từ năm 1998 khi phần mềm Napster - một dịch vụ chia sẻ tập tin MP3 ngang hàng - ra đời. Phần mềm do sinh viên Shawn Fanning ở Đại học North West (Boston, Mỹ) viết ra, bắt nguồn từ niềm đam mê tìm nhạc rap của người bạn cùng phòng. Sau khoảng thời gian hoạt động từ tháng 6 năm 1999 đến tháng 7 năm 2011, phần mềm bị tòa án ra lệnh chấm dứt hoạt động. Theo tòa, "người dùng Napster vi phạm ít nhất hai trong số các đặc quyền của người nắm giữ bản quyền...", đó là quyền phân phối khi người dùng tải lên tên tập tin để người khác sao chép và quyền tái tạo khi người dùng tải tập tin chứa nhạc có bản quyền. Vụ kiện tụng kéo dài trong vòng bảy năm, đến 2007 mới kết thúc.
Theo Liên đoàn Công nghiệp Đĩa hát Quốc tế (International Federation of the Phonographic Industry), có 40 tỷ bài hát được tải phi pháp trong năm 2008, chiếm 95% tổng lượng tải nhạc xuống. Một phân tích của Viện Cách tân Chính sách (Institute for Policy Innovation) ở Mỹ kết luận rằng việc tải nhạc xuống bất hợp pháp trên toàn cầu đã gây tổn thấy kinh tế là 12,5 tỉ USD/năm, riêng ở Mỹ làm mất 71.060 việc làm. Tuy vậy, theo công ty cung cấp thông tin NPD Group thì hoạt động chia sẻ tập tin nhạc phi pháp đã giảm mạnh trong năm 2012. So với đỉnh điểm 33 triệu người từ 13 tuổi dùng dịch vụ mạng ngang hàng vào năm 2005 thì đến năm 2012 chỉ còn 21 triệu người. Lượng tải nhạc bất hợp pháp qua các dịch vụ mạng ngang hàng giảm 26% so với năm 2011.

### Tại Mỹ
Theo báo cáo của công ty nghiên cứu thị trường Nielsen, nhạc tải xuống chiếm 55,9% doanh số bán nhạc (gồm cả album hoàn chỉnh và tuyển tập bài hát tương đương album) ở Mỹ trong năm 2012. Luật pháp nước này quy định rằng việc sao chép hay phân phối bản ghi âm nhạc mà không có sự cho phép của người chủ sở hữu là hành động phạm pháp và người thực hiện có thể phải chịu trách nhiệm dân sự hay hình sự. Chế tài dân sự có thể là phạt tiền hàng nghìn đô la, trong khi chế tài hình sự có thể lên đến năm năm tù giam và bị phạt tối đa 250.000 đô la.
Hiệp hội Công nghiệp Ghi âm Hoa Kỳ (RIAA) giám sát khoảng 85% lượng nhạc ghi âm hợp pháp được sản xuất và bán ra tại nước này. Tổ chức này bảo vệ quyền sở hữu trí tuệ và các quyền của nghệ sĩ và hãng đĩa được ghi nhận trong bản Tu chỉnh lần thứ nhất Hiến pháp Hoa Kỳ. Tháng 9 năm 2003, tổ chức này kiện hơn 260 cá nhân vì họ sử dụng phần mềm trao đổi nhạc qua mạng Internet. Tính đến tháng 12 năm 2003, tổ chức này đã khởi kiện 382 vụ và dàn xếp 220 vụ với số tiền bình quân mỗi vụ dàn xếp là gần 3.000 đô la. Sau năm năm của chiến dịch kiện tụng trên quy mô lớn, tức năm 2008, tổng cộng RIAA đã kiện khoảng 35.000 cá nhân chọn ngẫu nhiên trong số hàng triệu người Mỹ sử dụng các phần mềm chia sẻ tập tin ngang hàng.

### Tại Anh Quốc
Theo kết quả của một cuộc khảo sát cho British Music Rights vào năm 2008, 62% số người trả lời rằng họ có tải nhạc xuống bằng phần mềm chia sẻ ngang hàng, 63% biết mình tải nhạc "bất hợp pháp". Trong sáu tháng đầu năm 2012, có 43 triệu album và đĩa đơn đã bị tải xuống phi pháp tại Vương quốc Liên hiệp Anh và Bắc Ireland, trong đó ba điểm nóng theo thứ tự giảm dần là Manchester, Nottingham và Southampton.

### Tại Hàn Quốc
Năm 2007, chính quyền Hàn Quốc yêu cầu tất cả "các nhà cung cấp dịch vụ trực tuyến" (bao hàm các dịch vụ mạng ngang hàng) phải gỡ bỏ các tập tin vi phạm bản quyền. Lượng tập tin nhạc có bản quyền Chính phủ tìm được trên mạng đã giảm 92% giữa các năm 2008 và 2009. Theo báo cáo năm 2012 của Liên đoàn Công nghiệp Đĩa hát Quốc tế, thị trường nhạc Hàn Quốc đã cải thiện thứ hạng của mình, từ vị trí 23 lên vị trí 11.

### Tại Nhật Bản
Nhật Bản là một đất nước có thị trường âm nhạc được xem là lớn thứ hai thế giới. Thị trường nội dung số lại tương đối nhỏ, dựa chủ yếu vào nhạc chuông và tải xuống trên thiết bị di động. Một nghiên cứu vào năm 2010 cho biết người Nhật Bản tải xuống bất hợp pháp khoảng 4,36 tỷ tập tin nhạc và video trong khi mua 0,44 tỷ tập tin.
Hiệp hội Công nghiệp Ghi âm Nhật Bản (RIAJ) dẫn số liệu thị trường tải nhạc xuống của nước này đã thu hẹp 16% trong năm 2011, năm thứ hai liên tiếp giảm. Để đối phó với tình trạng này, từ ngày 1 tháng 10 năm 2012, người dùng Internet tải xuống tập tin vi phạm bản quyền sẽ đối mặt với mức án tù tối đa là hai năm hoặc khoản tiền phạt tối đa 2 triệu yên (25.700 đô la Mỹ).

### Tại Trung Quốc
Năm 2005, tải nhạc xuống là một trong những dịch vụ hút khách nhất trên Internet tại Cộng hòa Nhân dân Trung Hoa, chiếm khoảng 20% lưu lượng các bộ máy tìm kiếm như Baidu.com. Theo báo cáo năm 2012 của Liên đoàn Công nghiệp Đĩa hát Quốc tế thì 70% doanh thu bán nhạc ở Trung Quốc là từ nhạc số, tuy nhiên vào năm 2008 thì 99% nhạc trực tuyến ở Trung Quốc là nhạc vi phạm bản quyền. Mỹ chỉ trích dịch vụ tìm nhạc MP3 của Baidu là "cái chợ khét tiếng" do khả năng cung cấp "liên kết sâu" (deep linking) dẫn đường người dùng tìm nhạc chứa trên trang web của bên thứ ba. Trong năm 2011 công ty này đã bị Bộ Văn hóa Trung Quốc xử phạt. Tháng 7 cùng năm, Baidu tuyên bố sẽ phân phối nhạc của One-Stop China - liên doanh giữa ba nhãn đĩa quốc tế là Universal Music, Warner Music và Sony Music - và trả tiền.
Năm 2012, tại Hồng Kông cũng ra mắt trang web đầu tiên cho phép tải nhạc xuống hợp pháp. Theo công ty nghiên cứu thị trường TNS thì ngành âm nhạc Hồng Kông bị tổn thất 1 tỷ đô la trong vòng 30 tháng (tính đến tháng 8 năm 2012) do nhạc bị tải xuống phi pháp.

### Tại Việt Nam
Hiện tượng vi phạm bản quyền nhạc số rất phổ biến tại Việt Nam; album của nghệ sĩ vừa vừa phát hành hôm trước thì hôm sau đã xuất hiện nhiều trên Internet. Luật sư Giles Cooper từ công ty luật Duane Morris Việt Nam cho biết 99% lượng tải nhạc tại nước này là vi phạm bản quyền. Hiệp hội Công nghiệp ghi âm Việt Nam cho hay sản lượng băng đĩa đã giảm hơn 80% trong vòng năm năm (tính đến 2013).
Theo thống kê của Hiệp hội Công nghiệp Ghi âm Việt Nam (2012), nước này có khoảng 150 website kinh doanh nhạc trực tuyến. 90% thị phần nằm trong tay năm website nhạc số lớn nhất. Trong đó, trang Zing.vn chiếm ưu thế với 65% thị phần (2013). Khác với các website nước ngoài thu tiền nhờ bán lượt nghe và lượt tải nhạc thì website nhạc của Việt Nam thu lợi dựa vào số lượt xem và tiền quảng cáo.
Một số nghệ sĩ Việt Nam từng viện đến sự can thiệp của pháp luật hoặc dư luận về việc các trang web nhạc vi phạm bản quyền sản phẩm của họ. Tháng 6 năm 2011, ca sĩ Thái Thùy Linh ủy quyền Trung tâm Bảo vệ Quyền tác giả Âm nhạc Việt Nam đòi tám trang web bồi thường cho cô vì hành vi tải album Bộ đội lên mạng, thu hút hàng trăm nghìn lượt nghe, vượt rất xa số album bán được của cô. Tháng 8 năm 2012, ca sĩ Lệ Quyên thông qua công ty luật gửi văn bản yêu cầu chín trang web nhạc trực tuyến ở Việt Nam phải trả cho cô 8 tỷ đồng thù lao vì dùng trái phép các bài hát trong hai album Khúc tình xưa 2 và Tình khúc yêu thương của cô. Tháng 7 năm 2013, nhạc sĩ Huy Tuấn soạn thư tỏ rõ sự bức xúc khi album Mười tám+ chưa phát hành của Văn Mai Hương do anh sản xuất đã bị phát tán trên Internet chỉ sau một ngày được họp báo công bố. Anh cho biết ê-kíp "đang làm việc với luật sư để chuẩn bị các tài liệu pháp lý để tiến hành những công việc liên quan đến vấn đề Mười tám+ bị vi phạm bản quyền online".
Đầu tháng 10 năm 2012, hai công ty là Coca-Cola Việt Nam và Samsung Việt Nam xác nhận đã rút quảng cáo khỏi trang web Zing.vn. Coca-Cola nhận được thông báo của Liên minh Sở hữu Trí tuệ Quốc tế (International Intellectual Property Alliance - IIPA) cáo buộc trang web này vi phạm bản quyền. Vào thời gian đó, Zing.vn được AP mô tả là đã dùng tính năng tải xuống miễn phí để trở thành trang web tải nhạc được truy cập nhiều thứ hai Việt Nam. Nhạc sĩ Quốc Trung cho rằng "Zing đang phá hủy ngành nhạc". Hiệp hội Công nghiệp Ghi âm Hoa Kỳ ủng hộ động thái của Coca-Cola và Samsung.

#### Thỏa thuận thu phí
Tháng 8 năm 2012, sau khi Thông tư liên tịch số 07 giữa Bộ Thông tin và Truyền thông và Bộ Văn hóa, Thể thao và Du lịch có hiệu lực, năm website âm nhạc lớn gồm mp3.zing.vn, nhaccuatui.com, nhac.vui.vn, mp3.socbay_com và nghenhac.info đã ký thỏa thuận với Hiệp hội Công nghiệp Ghi âm Việt Nam và công ty MV Corp về việc thu phí 1.000 đồng/bài nhạc tải xuống từ trang của họ để trả phí bản quyền cho các hãng băng đĩa và ca sĩ thông qua Công ty Cổ phần Tập đoàn MV (MVCorp). Tuy nhiên, MVCorp đã rút lui vào khoảng tháng 3 năm 2013 và thực tế là doanh thu của Trung tâm Bảo vệ bản quyền tác giả âm nhạc Việt Nam không có dấu hiệu tăng sau một năm thực hiện việc thu phí tải nhạc xuống.